# Itilo
Itilo ist ein städtischer Verwaltungsbezirk (englisch Ward) des Distrikts Nzega (TC) in der tansanischen Region Tabora.

## Geografie
Itilo ist ein Bezirk im westlichen zentralen Hochland von Tansania südlich der Distrikthauptstadt Nzega und etwa 90 Kilometer Luftlinie nordnordöstlich der Regionshauptstadt Tabora. Bei der Volkszählung 2022 lebten 6667 Menschen in 1417 Haushalten auf einer Fläche von 49 Quadratkilometern.
Der Bezirk grenzt im Westen und im Südwesten an den Distrikt Nzega (DC) und sonst an vier Bezirke des Distrikts Nzega (TC).
| Ijanija | Nzega Mjini Magharibi                       | Nzega Mjini |
| Isanzu  | Kompassrose, die auf Nachbargemeinden zeigt | Kitangili   |
| Utwigu  |                                             |             |

## Gliederung
Der Bezirk besteht aus drei Gemeinden (swahili Mtaa) mit 14 Orten (Kitongoji):
| Itilo - Itilo - Itilo Kati - Itilo Mashariki - Isagenhe - Nhungulila - Nyambuyi | Tazengwa - Tazengwa - Mahilu - Shagihilu - Nhonge Mashariki - Nhonge Magharibi | Silimuka - Silimuka - Wiligwa - Kanawa |

## Infrastruktur
- Bildung: Die Itilo Secondary School ist eine staatliche weiterführende Tagesschule mit einer Ausbildung bis zur 4. Stufe.[8]
- Gesundheit: In den Gemeinden Itilo und Silimuka liegt je eine staatliche Apotheke.[9][10]
- Verkehr: Durch den Bezirk verläuft die asphaltierte Nationalstraße T8, die Nzega mit Tabora verbindet.[11]